# 法國國鐵BB 67300型柴油機車
BB 67300型柴油机车是法国布里索诺及洛茨公司（Brissonneau and Lotz）为法國國家鐵路公司设计制造的一种电力传动柴油机车。
BB 67300型柴油机车是在BB 67000型机车的基础上改进而成的四轴电传动客货运通用柴油机车，两者总体结构相近，机车装用一台2400马力的SEMT V16 PA 4型高速柴油机，采用交—直流电传动、单电机转向架；但BB 67300型机车持续功率提高到1440千瓦，最高运行速度提高到140公里/小时，以满足牵引旅客快车的需要，此外并加装了列车供电装置，能够为旅客列车提供照明和取暖用的交流电源。至1970年代，部分BB 67000型柴油机车通过加装交流辅助发电机，改造为BB 67300型机车，共有20台BB 67000型机车进行了改造（67371～67390）。